# Saint-Théoffrey
Saint-Théoffrey là một xã của tỉnh Isère, thuộc vùng Rhône-Alpes, đông nam nước Pháp.